# پروبی
پروبی (به لاتین: Probiy) یک آبشار در اوکراین است که در یارمچا واقع شده‌است.